# Kratzenburg
Kratzenburg est une municipalité du Verbandsgemeinde Emmelshausen, dans l'arrondissement de Rhin-Hunsrück, en Rhénanie-Palatinat, dans l'ouest de l'Allemagne.

## Géographie
La commune est située dans le Hunsrück à environ 4 km au nord d’Emmelshausen et à 4 km du Rhin au nord-est à Boppard.

## Histoire
Kratzenburg serait l'une des plus anciennes municipalités de la Vorderhunsrück (future Hunsrück). En 975, il est mentionné pour la première fois dans un document d'Otto II, empereur du Saint-Empire romain, sous le nom de Cratzenberh, bien que ce document puisse être un faux médiéval.
Kratzenburg est associé au nom de l'église paroissiale Saint-Pierre (Pfarrkirche St. Peter) à Boppard. Dans des documents, on peut lire : «Le village de Cratzenberh, dans le Gau de Trèves, dans le comté de Sicco, est transféré à l'église paroissiale.».
Le premier document pouvant être daté avec certitude dans lequel il est fait mention de Kratzenburg date de 1245. Selon ces informations, le village appartenait au Gallscheider Gericht («tribunal de Gallscheid») à Emmelshausen. Au XIVe siècle, toute la zone de juridiction de cette cour a été confiée à l'Électorat de Trèves.
À partir de 1794, Kratzenburg est sous domination française. En 1815, il fut attribué au royaume de Prusse lors du congrès de Vienne. Depuis 1946, il fait partie de l'état nouvellement fondé de Rhénanie-Palatinat.

## Politique

### Conseil municipal
Le conseil est composé de 8 membres, élus à la majorité lors des élections municipales du 26 mai 2019, et du maire honoraire en tant que président.

### Maire
Le maire de Kratzenburg est Björn Seis.

### Blason
Le blason se compose d'un bouclier fendu en haut d'une barre en or, d'une barre rouge, et d'une autre barre en or, recouvertes d'une épée noire, sous une barre oblique argentée, surmontée de trois hirondelles noires.